# 萊斯特 (紐約州村)
萊斯特（英語：Leicester）是位於美國紐約州利文斯頓縣的村。

## 人口
根據2020年美國人口普查的數據，萊斯特的面積為0.93平方千米，皆為陸地。當地共有人口440人，而人口密度為每平方千米473人。